# Зомба
Зомба е една от 28-те области на Малави. Разположена е в южния регион на страната. Столицата на областта е град Зомба.
Площта е 2363 км², а населението (по преброяване от септември 2018 г.) е 746 724 души.